# Un día en septiembre
Un día en septiembre es una película documental de 1999 dirigido por Kevin Macdonald que examina los sucesos del 5 de septiembre de 1972, cuando fueron asesinados 11 atletas israelíes en los Juegos Olímpicos de 1972 en Múnich, Alemania. Michael Douglas ofrece la narración dispersa en todo el documental. La película ganó el Oscar a la mejor película documental en el año 2000.

## Contenido
El documental comienza con un anuncio por la Oficina de Turismo de Múnich con una hermosa joven invitando al mundo para visitar la ciudad para los Juegos Olímpicos, a continuación, muestra entrevistas con las esposas de algunos de los atletas asesinados, incluyendo Ankie Spitzer, viuda del entrenador de esgrima Andre Spitzer . La película también cuenta con la primera entrevista conocida con Jamal Al-Gashey, el único sobreviviente del ataque. Al-Gashey, que está escondido en África, lleva una gorra y gafas de sol y su rostro se ve ligeramente borroso.
Hay varias tomas de los Juegos comenzando, y se presta atención a la escasa seguridad de los alemanes en los Juegos. Los terroristas se preparan para el asalto; Al-Gashey afirma que él y los demás miembros fueron entrenados en Libia antes de ir a Alemania Occidental para iniciar el asalto.
El asalto es descrito por Al-Gashey, así como por algunos de los presentes la seguridad del personal alemán. Secuencias del periodista de ABC Jim McKay se entremezcla, junto con clips de sonido de Peter Jennings, para dar una impresión de acontecimientos que tienen lugar en que ocurrió. El General Ulrich Wegener, fundador de la unidad alemana de lucha contra el terrorismo GSG 9, también fue entrevistado durante la película, y fue criticado por su actitud aparentemente frívola sobre el tema.
La película ofrece pruebas que la acusación de que la operación de rescate fue mal planeado y ejecutado: los francotiradores no estaban preparados y se colocaron mal. La película implica que el gobierno alemán se hubiera preparado mejor, los atletas podrían haberse salvado. El exdirector del Mossad Zvi Zamir, quien estuvo presente en el aeropuerto durante el tiroteo final, es entrevistado acerca de su opinión sobre el fallido rescate (antes había sido entrevistado sobre este tema en un perfil de la NBC de la emisión masacre de Múnich durante los Juegos Olímpicos de Barcelona). Luego se muestran fotografías de los israelíes y los palestinos muertos se muestran al final de esta sección en un fotomontaje establece en la canción de Deep Purple "Child in Time".
La película también alega que el 29 de octubre fue secuestrado de un avión alemán de Lufthansa y su posterior liberación a cambio de los tres miembros de Septiembre Negro que se celebra el juicio fue una puesta a punto por el gobierno alemán, que no querían que sus deficiencias se hicieron evidentes en el juicio.

## Críticas
Después del estreno de la película, el crítico de cine Roger Ebert escribió un comentario recomendando la película, alabando a la investigación exhaustiva de Cohn, pero también criticó el estilo de la película y la falta de información de por qué los palestinos llevaron a cabo la redada. También criticó a la película "la conclusión es de mal gusto", que fue un montaje de las tomas en movimiento y fotos de los cadáveres de las víctimas con una música rock. Continuó estas críticas después de la película recibió un premio de la Academia, destacando cómo el cineasta tenía (en su opinión) subvertido las leyes de la Academia, lo que supone que los miembros deben haber visto todas las películas nominadas a voto. Al limitar proyecciones a "un público amigable," un cineasta puede prevenir con eficacia cualquier otra persona en la votación. Joe Berlinger, director de ese documental aclamado como Brother's Keeper y El paraíso perdido, se unió en la crítica método de Ebert Arthur Cohn de su película de "audiencias amistosa".
- Datos: Q663341